# Seeb (DJ)
Seeb es un dúo de DJ's y productores noruegos formado por Simen Eriksrud y Espen Berg. Están orientados al Tropical House. Son conocidos por haber remixado la canción I Took a Pill in Ibiza de Mike Posner.

## Trayectoria
El mayor éxito internacional del dúo fue su remix de la canción "I Took a Pill in Ibiza" del cantante estadounidense Mike Posner. El sencillo remezclado fue lanzado el 24 de julio de 2015. Encabezó las listas en los Países Bajos, Noruega, Irlanda y el Reino Unido, y alcanzó el top 10 de las listas en Dinamarca, Finlandia, Nueva Zelanda, Suecia, Suiza y Estados Unidos
Seeb lanzó su sencillo debut "Breathe" el 11 de marzo de 2016, con el cantante Neev. "What Do You Love", con Jacob Banks, fue su segundo sencillo lanzado el 14 de octubre de 2016. El 3 de marzo de 2017, lanzaron "Under Your Skin", una colaboración con el dúo estadounidense Rock City y Chloe Angelides. Con la presentación de Greg Holden, "Boys In The Street" fue lanzado el 2 de junio de 2017. También se lanzó una colaboración con la banda estadounidense de pop rock OneRepublic titulada "Rich Love", el 14 de julio de 2017. "Cruel World", una colaboración con Skip Marley, fue lanzado el 10 de noviembre de 2017. También colaboraron con Ocean Park Standoff en el sencillo "Lost Boys (Ocean Park Standoff vs Seeb)", lanzado el 2 de febrero de 2018.

## Sencillos
- 2015: "Simple Life"
- 2016: "Breathe" (con Neev)
- 2016: "What Do You Love" (con Jacob Banks)
- 2017: "Under Your Skin" (con R. City)
- 2017: "Boys In the Street" (con Greg Holden)
- 2017: "Rich Love" (con One Republic)
- 2017: "Cruel World" (con Skip Marley)
- 2017: "Alive" (con Mr Jaxx)
- 2018: "Lost Boys" (con Ocean Park Standoff)
- 2018: "Drink About" (con Dagny)
- 2018: "Say You Love Me" (con Skylar Gray)
- 2019: "Free to go" (con Highasakite)
- 2020: "Colourblind" (con St. Lundi)
- 2021 "Sad in Scandinavia" (con Zak Abel)
- 2022: "Would you lie" (con Alexander Stewart)
- 2023 "Submarine" ( con Banners y SUPER-Hi)
- 2024 "Before you go"

### Remixes
- 2015: Mike Posner - I Took a Pill in Ibiza (Seeb Remix)
- 2015: Kiesza - Cut Me Loose (Seeb Remix)
- 2015: Shawn Mendes - Stitches (Seeb Remix)
- 2015: Tove Lo - Moments (Seeb Remix)
- 2016: Coldplay - Hymm For the Weekend (Seeb Remix)
- 2016: One Republic - Kids (Seeb Remix)
- 2017: Stargate - Waterfall (Seeb Remix)
- 2017: Mark Morrison - Return of the Mack (Seeb Remix)
- 2017: David Guetta ft. Justin Bieber - 2U (Seeb Remix)
- 2017: Mick Jagger - Gotta Get a Grip (Seeb Remix)
- 2018: Taylor Swift - Delicate (Seeb Remix)